# Pré-eclampsia
A pré-eclâmpsia ou pré-eclampsia (PE) é uma complicação da gravidez caracterizada por pressão arterial elevada e em muitos casos concentrações elevadas de proteínas na urina. Quando aparece, a condição tem geralmente início após as 20 semanas de gravidez. Na doença grave pode haver ruptura de glóbulos vermelhos, baixa concentração de plaquetas, função do fígado deficiente, disfunção renal, inchaço, falta de ar devido a líquido nos pulmões, ou distúrbios visuais. A pré-eclâmpsia aumenta os riscos de maus resultados para a mãe e para o bebê. Se não for tratada, pode resultar em convulsões, ponto que é conhecida como eclâmpsia.
Fatores de risco para a pré-eclâmpsia incluem a obesidade, antes de hipertensão, idade avançada, e a diabetes mellitus. Também é mais frequente na primeira gravidez e se a gestação é de gêmeos. O mecanismo subjacente envolve formação anormal de vasos sanguíneos na placenta, entre outros fatores. A maioria dos casos são diagnosticados antes do parto. Raramente, a pré-eclâmpsia pode começar no período após o parto. Enquanto que, historicamente, tanto a hipertensão arterial e o nível de proteína na urina foram necessárias para fazer o diagnóstico, algumas definições também incluem aqueles com hipertensão e qualquer disfunção associada aos órgãos. A pressão arterial é definida como alta quando é maior do que 140 mmHg de pressão sistólica e 90 mmHg de diastólica em dois momentos separados, mais de quatro horas de diferença em uma mulher, depois de vinte semanas de gravidez. A disfução é rotineiramente testada durante o pré-natal.
Recomendações para a prevenção incluem: ácido acetilsalicílico em pessoas de alto risco, suplementação de cálcio em áreas com baixa ingestão, e o tratamento prévio da hipertensão com medicamentos. Em pacientes com pré-eclâmpsia o parto do bebê e a placenta é um tratamento eficaz. Quando o parto se torna recomendado depende da gravidade da pré-eclâmpsia e do tempo de gestação da mulher. A medicação da pressão Arterial, tais como o labetalol e o metildopa, podem ser usados para melhorar a condição da mãe antes do parto. Sulfato de magnésio pode ser usado para prevenir a eclâmpsia em pessoas com doenças graves. Repouso na cama e ingestão de sal não se mostraram úteis para o tratamento ou prevenção.
A pré-eclâmpsia afeta de 2 a 8% das gestações em todo o mundo. Doenças hipertensivas da gravidez (que incluem a pré-eclâmpsia) são uma das causas mais comuns de morte devido à gravidez. Elas resultaram em 46.900 mortes em 2015. A pré-eclâmpsia geralmente ocorre após 32 semanas; no entanto, se ocorrer mais cedo, ela está associada a resultados piores. As mulheres que tiveram pré-eclâmpsia estão em maior risco de doença cardíaca e acidente vascular cerebral , mais tarde, na vida. A palavra eclâmpsia é a partir do termo grego para relâmpago. A primeira descrição da doença foi por Hipócrates no século V a.C.

## Causas
Especialistas acreditam que o problema está no desenvolvimento anormal dos vasos sanguíneos que conectam a placenta com o útero. Quando o fluxo sanguíneo é insuficiente para o útero ou ocorrem danos aos vasos sanguíneos, eles podem responder inadequadamente a estímulos hormonais e causar a pré-eclampsia.

### Fatores de risco
Dentre os factores que aumentam o risco de sofrer esse transtornos incluem:
- Histórico próprio ou familiar de pré-eclampsia
- Obesidade
- Diabetes Mellitus
- Hipertensão prévia
- Idade maior que 35 anos
- Primeira gravidez
- Gêmeos
- Hipotiroidismo
- Problemas renais
- Gravidez menos de 2 anos depois ou mais de 10 anos depois da gravidez anterior
- Poluição do ar
- Baixo consumo de cálcio

## Sinais e sintomas
Os sinais característicos são:
- Pressão arterial PAS: 140/160 e PAD 90/110, por geral e pressão arterial maior que 140/90 mmHg durante mais de 4h
- Urina espumosa (por conter mais de 300 mg/dia de proteínas) ou outros sinais de problemas renais (como urinar pouco)
- Inchaço das mãos, pés e face

Mesmo sem problemas renais, pode ser diagnosticado quando há alguns dos seguintes sintomas:
- Dores de cabeça fortes
- Alterações na visão (perda temporária da visão, visão turva ou sensibilidade à luz)
- Dor abdominal, geralmente sob suas costelas do lado direito
- Náuseas ou vômitos
- Diminuição dos níveis de plaquetas no sangue (trombocitopenia)
- Insuficiência hepática
- Falta de ar, devido a líquido nos pulmões

### Complicações
Se não tratado pode se tornar uma eclampsia, transtorno caracterizado por convulsões, coma e pode ser fatal para o feto e para a mãe. Também pode resultar em descolamento prematuro da placenta ou em problemas cardiovasculares como Síndrome HELLP (destruição de hemácias e plaquetas) e falta de oxigenação ao feto.

## Etimologia
O termo se refere a "dar a luz" repentinamente, porque muitas vezes apressar o parto é o único tratamento. Foi descrito pela primeira vez por Hipócrates no século V antes de Cristo. Já o termo "toxemia gravídica" foi uma interpretação equivocada de a causa eram toxinas no sangue.

## Prevenção
Triagem para pré-eclampsia tem sido possível desde cerca de 2010, através da medição de vários fatores bioquímicos e obstétricos. A combinação desta informação permite avaliar o risco de que a gestante desenvolva pré-eclâmpsia durante a gravidez atual, permitindo assim ao médico prevenir o desenvolvimento da doença.
A triagem para pré-eclampsia é feita no primeiro trimestre, lá pelas semanas 11 e 14 de gestação. Inclui um exame de sangue que pode ser realizado ao mesmo tempo que o rastreio da Trissomia 21 no primeiro trimestre da gravidez. O rastreio consiste em medir a concentração plasmática de dois biomarcadores, as proteínas PlGF11 (Factor de Crescimento Placental) e PAPP-A11 e associar esses ensaios com dados coletados por ginecologistas-obstetras ou parteiras: artérias dobradas do útero, mensuração da pressão arterial média do paciente, idade materna, tabagismo, origem geográfica, IMC, história hipertensiva e paridade.
A combinação de todos esses parâmetros permite estabelecer um risco preditivo, como é feito para a trissomia 21, com uma taxa de detecção de até 96,3%. No entanto, é uma triagem e não um diagnóstico. Portanto, é importante ter em mente que isso também inclui uma taxa de falsos negativos, ou seja, pacientes que não serão detectados.
Os últimos estudos realizados na Europa mostraram a capacidade dessa abordagem de detectar realmente pacientes com alto risco de desenvolver pré-eclâmpsia e, especialmente, prevenir o desenvolvimento da doença e implementar um tratamento preventivo baseado em aspirina. Uma ingestão diária, iniciada suficientemente antes da gravidez (antes da 16ª semana), reduz o número de pré-eclâmpsia em até 80%.

## Tratamento
O único tratamento definitivo é o parto com expulsão da placenta. Anti-hipertensivos adequados para a gravidez incluem labetalol, fenoterol, metildopa e nifedipina. Diuréticos e inibidores da ECA são contra-indicados porque afetam o desenvolvimento fetal. O objetivo do tratamento é evitar complicações até que o bebê esteja melhor preparado para nascer.
Corticosteroides podem melhorar temporariamente a função hepática e o nível de plaquetas para ajudar a prolongar a gravidez estimulando também que os pulmões do bebê amadureçam mais rápido. Sulfato de magnésio pode ser usado em casos severos como anticonvulsivante, bloqueando os receptores NMDA, para prevenir a eclampsia.